# Réseau interurbain de la Mayenne
Le réseau Pégase était le réseau de transport interurbain du département de la Mayenne géré par le Conseil départemental de la Mayenne puis par la région des Pays de la Loire à partir de 2017. Il comptait un total de 18 lignes principales desservant l'ensemble du département.
Il est remplacé en 2019 par le réseau régional Aléop, géré par la région Pays de la Loire, qui remplace les réseaux départementaux existants.

## Historique
Dès 1980, avant même la parution de la loi LOTI, le département de la Mayenne commence à s'impliquer dans l'organisation des transports en commun sur son territoire en définissant un schéma départemental de transport collectif.
En 1998, une nouvelle identité est appliquée à l'ensemble du réseau qui s'appelle désormais le réseau Pégase. Le nom provient de la créature divine Pégase, l'emblème du département de la Mayenne.
En septembre 2003, Laval Agglomération reprend l'organisation sur son territoire des transports collectifs et scolaires à la place du département pour les communes qui n'étaient pas encore desservies par les Transports urbains lavallois.
Le service de transport à la demande Petit Pégase est créé en 2003.
Une ligne directe entre Laval et Mayenne est lancée en 2009 sous le nom de « navette express ». D'autres lignes de ce type voient le jour en 2012 (Laval - Château-Gontier) et 2016 (Laval - Ernée et Laval - Craon).
En application de la loi NOTRe, le réseau Pégase est transféré à la région des Pays de la Loire le 1er septembre 2017.
La nouvelle gare routière de Laval, principalement desservie par les lignes Pégase, entre en service le 1er mai 2018.
Le réseau Pégase est remplacé le 27 février 2019 par le nouveau réseau régional Aléop.

## Lignes régulières
La veille du remplacement de Pégase par Aléop, le réseau était composé de 4 navettes express, complétées par 18 autres lignes régulières.

### Navettes Express
| Ligne | Caractéristiques                                                | Caractéristiques                        | Caractéristiques                        | Caractéristiques                        | Caractéristiques                        | Caractéristiques                           | Caractéristiques                         | Caractéristiques                        | Caractéristiques                        |
| 1     | Navette express Laval - Château-Gontier                         | Navette express Laval - Château-Gontier | Navette express Laval - Château-Gontier | Navette express Laval - Château-Gontier | Navette express Laval - Château-Gontier | Navette express Laval - Château-Gontier    | Navette express Laval - Château-Gontier  | Navette express Laval - Château-Gontier | Navette express Laval - Château-Gontier |
| 1     | Laval ⥋ Château-Gontier                                         | Laval ⥋ Château-Gontier                 | Laval ⥋ Château-Gontier                 | Laval ⥋ Château-Gontier                 | Laval ⥋ Château-Gontier                 | Laval ⥋ Château-Gontier                    | Laval ⥋ Château-Gontier                  | Laval ⥋ Château-Gontier                 | Laval ⥋ Château-Gontier                 |
| ----- | --------------------------------------------------------------- | --------------------------------------- | --------------------------------------- | --------------------------------------- | --------------------------------------- | ------------------------------------------ | ---------------------------------------- | --------------------------------------- | --------------------------------------- |
| 1     | Ouverture / Fermeture 2012 / —                                  | Longueur —                              | Durée 50 min                            | Nb. d’arrêts 8                          | Matériel —                              | Jours de fonctionnement L, Ma, Me, J, V, S | Jour / Soir / Nuit / Fêtes O / N / N / N | Voy. / an —                             | Exploitant Keolis Atlantique            |
| 1     | Desserte : Laval, Azé, Château-Gontier                          |                                         |                                         |                                         |                                         |                                            |                                          |                                         |                                         |
| 1     | Autre :                                                         |                                         |                                         |                                         |                                         |                                            |                                          |                                         |                                         |
| 1     | Dernière actualisation : —                                      |                                         |                                         |                                         |                                         |                                            |                                          |                                         |                                         |
| 2     | Navette express Laval - Mayenne                                 | Navette express Laval - Mayenne         | Navette express Laval - Mayenne         | Navette express Laval - Mayenne         | Navette express Laval - Mayenne         | Navette express Laval - Mayenne            | Navette express Laval - Mayenne          | Navette express Laval - Mayenne         | Navette express Laval - Mayenne         |
| 2     | Laval ⥋ Mayenne                                                 |                                         |                                         |                                         |                                         |                                            |                                          |                                         |                                         |
| 2     | Ouverture / Fermeture 2009 / —                                  | Longueur —                              | Durée 50 min                            | Nb. d’arrêts 9                          | Matériel —                              | Jours de fonctionnement L, Ma, Me, J, V, S | Jour / Soir / Nuit / Fêtes O / N / N / N | Voy. / an —                             | Exploitant Keolis Atlantique            |
| 2     | Desserte : Laval, Changé, Martigné-sur-Mayenne, Moulay, Mayenne |                                         |                                         |                                         |                                         |                                            |                                          |                                         |                                         |
| 2     | Autre :                                                         |                                         |                                         |                                         |                                         |                                            |                                          |                                         |                                         |
| 2     | Dernière actualisation : —                                      |                                         |                                         |                                         |                                         |                                            |                                          |                                         |                                         |
| 4/5   | Navette express Laval - Ernée                                   | Navette express Laval - Ernée           | Navette express Laval - Ernée           | Navette express Laval - Ernée           | Navette express Laval - Ernée           | Navette express Laval - Ernée              | Navette express Laval - Ernée            | Navette express Laval - Ernée           | Navette express Laval - Ernée           |
| 4/5   | Laval ⥋ Ernée                                                   |                                         |                                         |                                         |                                         |                                            |                                          |                                         |                                         |
| 4/5   | Ouverture / Fermeture 2016 / —                                  | Longueur —                              | Durée 45 min                            | Nb. d’arrêts 6                          | Matériel —                              | Jours de fonctionnement L, Ma, Me, J, V, S | Jour / Soir / Nuit / Fêtes O / N / N / N | Voy. / an —                             | Exploitant Keolis Atlantique            |
| 4/5   | Desserte : Laval, Ernée                                         |                                         |                                         |                                         |                                         |                                            |                                          |                                         |                                         |
| 4/5   | Autre :                                                         |                                         |                                         |                                         |                                         |                                            |                                          |                                         |                                         |
| 4/5   | Dernière actualisation : —                                      |                                         |                                         |                                         |                                         |                                            |                                          |                                         |                                         |
| 40    | Navette express Laval - Craon                                   | Navette express Laval - Craon           | Navette express Laval - Craon           | Navette express Laval - Craon           | Navette express Laval - Craon           | Navette express Laval - Craon              | Navette express Laval - Craon            | Navette express Laval - Craon           | Navette express Laval - Craon           |
| 40    | Laval ⥋ Craon                                                   |                                         |                                         |                                         |                                         |                                            |                                          |                                         |                                         |
| 40    | Ouverture / Fermeture 2016 / —                                  | Longueur —                              | Durée 50 min                            | Nb. d’arrêts 8                          | Matériel —                              | Jours de fonctionnement L, Ma, Me, J, V, S | Jour / Soir / Nuit / Fêtes O / N / N / N | Voy. / an —                             | Exploitant Voyages Perrin               |
| 40    | Desserte : Laval, Cossé-le-Vivien, Craon                        |                                         |                                         |                                         |                                         |                                            |                                          |                                         |                                         |
| 40    | Autre :                                                         |                                         |                                         |                                         |                                         |                                            |                                          |                                         |                                         |
| 40    | Dernière actualisation : —                                      |                                         |                                         |                                         |                                         |                                            |                                          |                                         |                                         |

### Autres lignes régulières
| Ligne | Caractéristiques | Caractéristiques | Caractéristiques | Caractéristiques | Caractéristiques               | Caractéristiques                              | Caractéristiques                         | Caractéristiques | Caractéristiques                         |
| 1     | Ligne 1 | Ligne 1          | Ligne 1          | Ligne 1          | Ligne 1                        | Ligne 1                                       | Ligne 1                                  | Ligne 1          | Ligne 1                                  |
| 1     | Laval ⥋ Angers | Laval ⥋ Angers   | Laval ⥋ Angers   | Laval ⥋ Angers   | Laval ⥋ Angers                 | Laval ⥋ Angers                                | Laval ⥋ Angers                           | Laval ⥋ Angers   | Laval ⥋ Angers                           |
| ----- | --- | ---------------- | ---------------- | ---------------- | ------------------------------ | --------------------------------------------- | ---------------------------------------- | ---------------- | ---------------------------------------- |
| 1     | Ouverture / Fermeture — / — | Longueur —       | Durée —          | Nb. d’arrêts 42  | Matériel —                     | Jours de fonctionnement L, Ma, Me, J, V, S, D | Jour / Soir / Nuit / Fêtes O / N / N / O | Voy. / an —      | Exploitant Keolis Atlantique Titi Floris |
| 1     | Desserte : Angers, Grez-Neuville, Le Lion-d'Angers, Daon, Coudray, Azé, Château-Gontier, Laigné, Marigné-Peuton, Simplé, Peuton, Quelaines, Nuillé-sur-Vicoin, L'Huisserie, Laval |                  |                  |                  |                                |                                               |                                          |                  |                                          |
| 1     | Autre : Une partie du service est à la demande. |                  |                  |                  |                                |                                               |                                          |                  |                                          |
| 1     | Dernière actualisation : — |                  |                  |                  |                                |                                               |                                          |                  |                                          |
| 2     | Ligne 2 | Ligne 2          | Ligne 2          | Ligne 2          | Ligne 2                        | Ligne 2                                       | Ligne 2                                  | Ligne 2          | Ligne 2                                  |
| 2     | Laval ⥋ Mayenne |                  |                  |                  |                                |                                               |                                          |                  |                                          |
| 2     | Ouverture / Fermeture — / — | Longueur —       | Durée —          | Nb. d’arrêts 21  | Matériel —                     | Jours de fonctionnement L, Ma, Me, J, V, S, D | Jour / Soir / Nuit / Fêtes O / N / N / O | Voy. / an —      | Exploitant Keolis Atlantique             |
| 2     | Desserte : Laval, Changé, Louverné, Martigné, Commer, Moulay, Mayenne |                  |                  |                  |                                |                                               |                                          |                  |                                          |
| 2     | Autre : Cette ligne était auparavant numérotée 2A-17. |                  |                  |                  |                                |                                               |                                          |                  |                                          |
| 2     | Dernière actualisation : — |                  |                  |                  |                                |                                               |                                          |                  |                                          |
| 3     | Ligne 3 | Ligne 3          | Ligne 3          | Ligne 3          | Ligne 3                        | Ligne 3                                       | Ligne 3                                  | Ligne 3          | Ligne 3                                  |
| 3     | Laval ⥋ Sainte-Suzanne |                  |                  |                  |                                |                                               |                                          |                  |                                          |
| 3     | Ouverture / Fermeture — / — | Longueur —       | Durée —          | Nb. d’arrêts 24  | Matériel —                     | Jours de fonctionnement L, Ma, Me, J, V, S    | Jour / Soir / Nuit / Fêtes O / N / N / N | Voy. / an —      | Exploitant STAO PL Titi Floris           |
| 3     | Desserte : Laval, Soulgé-sur-Ouette, Saint-Georges-le-Fléchard, Vaiges, Saint-Pierre-sur-Erve, Thorigné-en-Charnie, Saint-Jean-sur-Erve, Chammes, Sainte Suzanne |                  |                  |                  |                                |                                               |                                          |                  |                                          |
| 3     | Autre : Une partie du service est à la demande. |                  |                  |                  |                                |                                               |                                          |                  |                                          |
| 3     | Dernière actualisation : — |                  |                  |                  |                                |                                               |                                          |                  |                                          |
| 4     | Ligne 4 | Ligne 4          | Ligne 4          | Ligne 4          | Ligne 4                        | Ligne 4                                       | Ligne 4                                  | Ligne 4          | Ligne 4                                  |
| 4     | Laval ⥋ Ernée |                  |                  |                  |                                |                                               |                                          |                  |                                          |
| 4     | Ouverture / Fermeture — / — | Longueur —       | Durée —          | Nb. d’arrêts 24  | Matériel —                     | Jours de fonctionnement L, Ma, Me, J, V, S    | Jour / Soir / Nuit / Fêtes O / N / N / N | Voy. / an —      | Exploitant Keolis Atlantique Titi Floris |
| 4     | Desserte : Laval, Saint-Jean-sur-Mayenne, Andouillé, Saint-Germain-le-Guillaume, Chailland, Saint-Hilaire-du-Maine, La Baconnière, Ernée, Montenay, Vautorte |                  |                  |                  |                                |                                               |                                          |                  |                                          |
| 4     | Autre : Une partie du service est à la demande. |                  |                  |                  |                                |                                               |                                          |                  |                                          |
| 4     | Dernière actualisation : — |                  |                  |                  |                                |                                               |                                          |                  |                                          |
| 5     | Ligne 5 | Ligne 5          | Ligne 5          | Ligne 5          | Ligne 5                        | Ligne 5                                       | Ligne 5                                  | Ligne 5          | Ligne 5                                  |
| 5     | Laval ⥋ Ernée |                  |                  |                  |                                |                                               |                                          |                  |                                          |
| 5     | Ouverture / Fermeture — / — | Longueur —       | Durée —          | Nb. d’arrêts 23  | Matériel —                     | Jours de fonctionnement L, Ma, Me, J, V, S, D | Jour / Soir / Nuit / Fêtes O / N / N / N | Voy. / an —      | Exploitant Keolis Atlantique Titi Floris |
| 5     | Desserte : Laval, Saint-Ouën-des-Toits, La Baconnière, Chailland, Saint-Hilaire-du-Maine, Ernée, Montenay, Vautorte |                  |                  |                  |                                |                                               |                                          |                  |                                          |
| 5     | Autre : Une partie du service est à la demande. |                  |                  |                  |                                |                                               |                                          |                  |                                          |
| 5     | Dernière actualisation : — |                  |                  |                  |                                |                                               |                                          |                  |                                          |
| 7     | Ligne 7 | Ligne 7          | Ligne 7          | Ligne 7          | Ligne 7                        | Ligne 7                                       | Ligne 7                                  | Ligne 7          | Ligne 7                                  |
| 7     | Laval ⥋ Saint-Pierre-des-Landes |                  |                  |                  |                                |                                               |                                          |                  |                                          |
| 7     | Ouverture / Fermeture — / — | Longueur —       | Durée —          | Nb. d’arrêts 17  | Matériel —                     | Jours de fonctionnement L, Ma, Me, J, V, S    | Jour / Soir / Nuit / Fêtes O / N / N / N | Voy. / an —      | Exploitant STAO PL Titi Floris           |
| 7     | Desserte : Laval, Changé, Saint-Ouen-des-Toits, Olivet, Le Bourgneuf-la-Forêt, Bourgon, La Croixille, Juvigné, Saint-Pierre-des-Landes |                  |                  |                  |                                |                                               |                                          |                  |                                          |
| 7     | Autre : Une partie du service est à la demande. |                  |                  |                  |                                |                                               |                                          |                  |                                          |
| 7     | Dernière actualisation : — |                  |                  |                  |                                |                                               |                                          |                  |                                          |
| 8     | Ligne 8 | Ligne 8          | Ligne 8          | Ligne 8          | Ligne 8                        | Ligne 8                                       | Ligne 8                                  | Ligne 8          | Ligne 8                                  |
| 8     | Laval ⥋ La Guerche-de-Bretagne |                  |                  |                  |                                |                                               |                                          |                  |                                          |
| 8     | Ouverture / Fermeture — / — | Longueur —       | Durée —          | Nb. d’arrêts 20  | Matériel —                     | Jours de fonctionnement L, Ma, Me, J, V, S    | Jour / Soir / Nuit / Fêtes O / N / N / N | Voy. / an —      | Exploitant Voyages Pineau Titi Floris    |
| 8     | Desserte : Laval, Saint-Berthevin, Montjean, Beaulieu-sur-Oudon, Méral, Saint-Poix, Laubrières, Gastines, Cuillé, La Guerche de Bretagne |                  |                  |                  |                                |                                               |                                          |                  |                                          |
| 8     | Autre : Une partie du service est à la demande. |                  |                  |                  |                                |                                               |                                          |                  |                                          |
| 8     | Dernière actualisation : — |                  |                  |                  |                                |                                               |                                          |                  |                                          |
| 9     | Ligne 9 | Ligne 9          | Ligne 9          | Ligne 9          | Ligne 9                        | Ligne 9                                       | Ligne 9                                  | Ligne 9          | Ligne 9                                  |
| 9     | Laval ⥋ Sablé-sur-Sarthe |                  |                  |                  |                                |                                               |                                          |                  |                                          |
| 9     | Ouverture / Fermeture — / — | Longueur —       | Durée —          | Nb. d’arrêts 40  | Matériel —                     | Jours de fonctionnement L, Ma, Me, J, V, S    | Jour / Soir / Nuit / Fêtes O / N / N / N | Voy. / an —      | Exploitant Keolis Atlantique Titi Floris |
| 9     | Desserte : Laval, Forcé, Parné-sur-Roc, Maisoncelles-du-Maine, Le Bignon-du-Maine, Villiers-Charlemagne, Bazougers, Arquenay, Meslay-du-Maine, Saint-Denis-du-Maine, La Bazouge-de-Chemeré, Le Buret, Saint-Charles-la-Forêt, Grez-en-Bouère, Bouère, Saint-Brice, Bouessay, Sablé-sur-Sarthe |                  |                  |                  |                                |                                               |                                          |                  |                                          |
| 9     | Autre : Une partie du service est à la demande. |                  |                  |                  |                                |                                               |                                          |                  |                                          |
| 9     | Dernière actualisation : — |                  |                  |                  |                                |                                               |                                          |                  |                                          |
| 10    | Ligne 10 | Ligne 10         | Ligne 10         | Ligne 10         | Ligne 10                       | Ligne 10                                      | Ligne 10                                 | Ligne 10         | Ligne 10                                 |
| 10    | Mayenne ⥋ Lassay-les-Châteaux |                  |                  |                  |                                |                                               |                                          |                  |                                          |
| 10    | Ouverture / Fermeture — / — | Longueur —       | Durée —          | Nb. d’arrêts 21  | Matériel —                     | Jours de fonctionnement L, Ma, Me, J, V, S    | Jour / Soir / Nuit / Fêtes O / N / N / N | Voy. / an —      | Exploitant Mayen'Voyages Titi Floris     |
| 10    | Desserte : Mayenne, Saint-Fraimbault-de-Prières, Saint-Loup-du-Gast, Champéon, Montreuil-Poulay, Le Horps, Charchigné, Lassay-les-Châteaux |                  |                  |                  |                                |                                               |                                          |                  |                                          |
| 10    | Autre : - Une partie du service est à la demande. - La ligne est en correspondance avec la ligne 2 vers Laval (certains services sont directs). |                  |                  |                  |                                |                                               |                                          |                  |                                          |
| 10    | Dernière actualisation : — |                  |                  |                  |                                |                                               |                                          |                  |                                          |
| 11    | Ligne 11 | Ligne 11         | Ligne 11         | Ligne 11         | Ligne 11                       | Ligne 11                                      | Ligne 11                                 | Ligne 11         | Ligne 11                                 |
| 11    | Mayenne ⥋ Gorron |                  |                  |                  |                                |                                               |                                          |                  |                                          |
| 11    | Ouverture / Fermeture — / — | Longueur —       | Durée —          | Nb. d’arrêts 20  | Matériel —                     | Jours de fonctionnement L, Ma, Me, J, V, S    | Jour / Soir / Nuit / Fêtes O / N / N / N | Voy. / an —      | Exploitant Cars Bleus Titi Floris        |
| 11    | Desserte : Mayenne, Saint-Georges-Buttavent, Parigné-sur-Braye, Châtillon-sur-Colmont, Oisseau, Saint-Mars-sur-Colmont, Le Pas, Couesmes-Vaucé, Brecé, Gorron |                  |                  |                  |                                |                                               |                                          |                  |                                          |
| 11    | Autre : - Une partie du service est à la demande. - La ligne est en correspondance avec la ligne 2 vers Laval. - Cette ligne était auparavant numérotée 10 bis. |                  |                  |                  |                                |                                               |                                          |                  |                                          |
| 11    | Dernière actualisation : — |                  |                  |                  |                                |                                               |                                          |                  |                                          |
| 12    | Ligne 12 | Ligne 12         | Ligne 12         | Ligne 12         | Ligne 12                       | Ligne 12                                      | Ligne 12                                 | Ligne 12         | Ligne 12                                 |
| 12    | Mayenne ⥋ Évron |                  |                  |                  |                                |                                               |                                          |                  |                                          |
| 12    | Ouverture / Fermeture — / — | Longueur —       | Durée —          | Nb. d’arrêts 9   | Matériel —                     | Jours de fonctionnement L, Ma, Me, J, V, S    | Jour / Soir / Nuit / Fêtes O / N / N / N | Voy. / an —      | Exploitant Mayen'Voyages Titi Floris     |
| 12    | Desserte : Mayenne, Aron, Jublains, Mézangers, Évron |                  |                  |                  |                                |                                               |                                          |                  |                                          |
| 12    | Autre : Une partie du service est à la demande. |                  |                  |                  |                                |                                               |                                          |                  |                                          |
| 12    | Dernière actualisation : — |                  |                  |                  |                                |                                               |                                          |                  |                                          |
| 13    | Ligne 13 | Ligne 13         | Ligne 13         | Ligne 13         | Ligne 13                       | Ligne 13                                      | Ligne 13                                 | Ligne 13         | Ligne 13                                 |
| 13    | Mayenne ⥋ Alençon |                  |                  |                  |                                |                                               |                                          |                  |                                          |
| 13    | Ouverture / Fermeture — / — | Longueur —       | Durée —          | Nb. d’arrêts 34  | Matériel —                     | Jours de fonctionnement L, Ma, Me, J, V, S    | Jour / Soir / Nuit / Fêtes O / N / N / N | Voy. / an —      | Exploitant STAO PL Titi Floris           |
| 13    | Desserte : Mayenne, Aron, Grazay, Jublains, Marcille-la-Ville, La Chapelle-au-Riboul, Bais, Le Horps, Le Ribay, Hardanges, Loupfougères, Villaines-la-Juhel, Charchigné, Javron-les-Chapelles, Saint-Cyr-en-Pail, Pré-en-Pail, Boulay-les-Ifs, Saint-Pierre-des-Nids, Alençon                 |                  |                  |                  |                                |                                               |                                          |                  |                                          |
| 13    | Autre : - Une partie du service est à la demande. - La ligne est en correspondance avec la ligne 2 vers Laval (certains services sont directs). - Cette ligne était auparavant numérotée 2B.                                                                                                  |                  |                  |                  |                                |                                               |                                          |                  |                                          |
| 13    | Dernière actualisation : — |                  |                  |                  |                                |                                               |                                          |                  |                                          |
| 16    | Ligne 16 | Ligne 16         | Ligne 16         | Ligne 16         | Ligne 16                       | Ligne 16                                      | Ligne 16                                 | Ligne 16         | Ligne 16                                 |
| 16    | Mayenne ⥋ Landivy |                  |                  |                  |                                |                                               |                                          |                  |                                          |
| 16    | Ouverture / Fermeture — / — | Longueur —       | Durée —          | Nb. d’arrêts 18  | Matériel —                     | Jours de fonctionnement L, Ma, Me, J, V, S    | Jour / Soir / Nuit / Fêtes O / N / N / N | Voy. / an —      | Exploitant STAO PL Titi Floris           |
| 16    | Desserte : Landivy, Saint-Mars-sur-la-Futaie, Montaudin, Saint-Denis-de-Gastines, Ernée, Montenay, Vautorte, Saint-Georges-Buttavent, Mayenne |                  |                  |                  |                                |                                               |                                          |                  |                                          |
| 16    | Autre : Une partie du service est à la demande. |                  |                  |                  |                                |                                               |                                          |                  |                                          |
| 16    | Dernière actualisation : — |                  |                  |                  |                                |                                               |                                          |                  |                                          |
| 17    | Ligne 17 | Ligne 17         | Ligne 17         | Ligne 17         | Ligne 17                       | Ligne 17                                      | Ligne 17                                 | Ligne 17         | Ligne 17                                 |
| 17    | Laval / Mayenne ⥋ Ambrières-les-Vallées |                  |                  |                  |                                |                                               |                                          |                  |                                          |
| 17    | Ouverture / Fermeture — / — | Longueur —       | Durée —          | Nb. d’arrêts 14  | Matériel —                     | Jours de fonctionnement L, Ma, Me, J, V, S, D | Jour / Soir / Nuit / Fêtes O / N / N / O | Voy. / an —      | Exploitant Keolis Atlantique Titi Floris |
| 17    | Desserte : Laval, Mayenne, Saint-Fraimbault-de-Prières, La Haie-Traversaine, Ambrières-les-Vallées |                  |                  |                  |                                |                                               |                                          |                  |                                          |
| 17    | Autre : - Une partie du service est à la demande. - La ligne est en correspondance avec la ligne 2 vers Laval (certains services sont directs). |                  |                  |                  |                                |                                               |                                          |                  |                                          |
| 17    | Dernière actualisation : — |                  |                  |                  |                                |                                               |                                          |                  |                                          |
| 18    | Ligne 18 | Ligne 18         | Ligne 18         | Ligne 18         | Ligne 18                       | Ligne 18                                      | Ligne 18                                 | Ligne 18         | Ligne 18                                 |
| 18    | Sablé-sur-Sarthe ⥋ Segré |                  |                  |                  |                                |                                               |                                          |                  |                                          |
| 18    | Ouverture / Fermeture — / — | Longueur —       | Durée —          | Nb. d’arrêts 24  | Matériel L, Ma, Me, J, V, S, D | Jours de fonctionnement oui                   | Jour / Soir / Nuit / Fêtes N / N / O / — | Voy. / an —      | Exploitant STAO PL Titi Floris           |
| 18    | Desserte : Segré, Chemazé, Château-Gontier, Azé, Gennes-sur-Glaize, Grez-en-Bouère, Meslay-du-Maine, Bouère, Saint-Brice, Bouessay, Sablé-sur-Sarthe |                  |                  |                  |                                |                                               |                                          |                  |                                          |
| 18    | Autre : Une partie du service est à la demande. |                  |                  |                  |                                |                                               |                                          |                  |                                          |
| 18    | Dernière actualisation : — |                  |                  |                  |                                |                                               |                                          |                  |                                          |
| 30    | Ligne 30 | Ligne 30         | Ligne 30         | Ligne 30         | Ligne 30                       | Ligne 30                                      | Ligne 30                                 | Ligne 30         | Ligne 30                                 |
| 30    | Laval ⥋ Saint-Cyr-le-Gravelais |                  |                  |                  |                                |                                               |                                          |                  |                                          |
| 30    | Ouverture / Fermeture — / — | Longueur —       | Durée —          | Nb. d’arrêts 17  | Matériel —                     | Jours de fonctionnement L, Ma, Me, J, V, S    | Jour / Soir / Nuit / Fêtes O / N / N / N | Voy. / an —      | Exploitant Le Pape Titi Floris           |
| 30    | Desserte : Laval, Saint-Berthevin, Le Genest-Saint-Isle, Loiron, Ruillé-le-Gravelais, La Gravelle, Saint-Cyr-le-Gravelais |                  |                  |                  |                                |                                               |                                          |                  |                                          |
| 30    | Autre : Une partie du service est à la demande. |                  |                  |                  |                                |                                               |                                          |                  |                                          |
| 30    | Dernière actualisation : — |                  |                  |                  |                                |                                               |                                          |                  |                                          |
| 40    | Ligne 40 | Ligne 40         | Ligne 40         | Ligne 40         | Ligne 40                       | Ligne 40                                      | Ligne 40                                 | Ligne 40         | Ligne 40                                 |
| 40    | Laval ⥋ Châteaubriant |                  |                  |                  |                                |                                               |                                          |                  |                                          |
| 40    | Ouverture / Fermeture — / — | Longueur —       | Durée —          | Nb. d’arrêts 39  | Matériel —                     | Jours de fonctionnement L, Ma, Me, J, V, S, D | Jour / Soir / Nuit / Fêtes O / N / N / O | Voy. / an —      | Exploitant Voyages Perrin Titi Floris    |
| 40    | Desserte : Laval, Montigné-le-Brillant, Ahuillé, Courbeveille, Astillé, Cossé-le-Vivien, Cosmes, La Chapelle-Craonnaise, Athée, Craon, Niafles, Bouchamps-les-Craon, La Selle-Craonnaise, Saint-Martin-du-Limet, Renazé, Chazé-Henry, Pouancé, Soudan, Châteaubriant                          |                  |                  |                  |                                |                                               |                                          |                  |                                          |
| 40    | Autre : Une partie du service est à la demande. |                  |                  |                  |                                |                                               |                                          |                  |                                          |
| 40    | Dernière actualisation : — |                  |                  |                  |                                |                                               |                                          |                  |                                          |
| 50    | Ligne 50 | Ligne 50         | Ligne 50         | Ligne 50         | Ligne 50                       | Ligne 50                                      | Ligne 50                                 | Ligne 50         | Ligne 50                                 |
| 50    | Château-Gontier ⥋ Saint-Aignan-sur-Roë |                  |                  |                  |                                |                                               |                                          |                  |                                          |
| 50    | Ouverture / Fermeture — / — | Longueur —       | Durée —          | Nb. d’arrêts 36  | Matériel —                     | Jours de fonctionnement L, Ma, Me, J, V, S, D | Jour / Soir / Nuit / Fêtes O / N / N / O | Voy. / an —      | Exploitant Keolis Atlantique Titi Floris |
| 50    | Desserte : Château-Gontier, Azé, Bazouges, Laigné, Pommerieux, Craon, Denazé, Simplé, Athée, Livré-la-Touche, Bouchamps-les-Craon, Niafles, Saint-Martin-du-Limet, Ballots, La Selle-Craonnaise, Saint-Saturnin-du-Limet, Renazé, Congrier, Saint-Aignan-sur-Roë                              |                  |                  |                  |                                |                                               |                                          |                  |                                          |
| 50    | Autre : Une partie du service est à la demande. |                  |                  |                  |                                |                                               |                                          |                  |                                          |
| 50    | Dernière actualisation : — |                  |                  |                  |                                |                                               |                                          |                  |                                          |

### Anciennes lignes
Les lignes suivantes ont été supprimées ou remplacées avant 2019. Cette liste n'est pas exhaustive.
| No     | Trajet                             | Remarque                                        |
| ------ | ---------------------------------- | ----------------------------------------------- |
| 2A-17  | Laval ⥋ Mayenne                    | renumérotée ligne 2                             |
| 2B     | Laval ⥋ Saint-Pierre-des-Nids      | renumérotée ligne 13                            |
| 6      | Laval ⥋ Olivet                     | intégrée dans la ligne 7                        |
| 10 bis | Mayenne ⥋ Gorron                   | renumérotée ligne 11                            |
| 60     | Château-Gontier ⥋ Segré (⥋ Nantes) | ligne commune avec les réseaux Anjoubus et Lila |
| 70     | Saint-Aignan-sur-Roë ⥋ Pouancé     |                                                 |
| 80     | Saint-Aignan-sur-Roë ⥋ Combrée     |                                                 |

## Transport scolaire
13 700 élèves sont transportés vers leur établissement scolaire sur 395 circuits.

## Transport à la demande
Le territoire de la Mayenne est intégralement couvert par un service de transport à la demande dénommé Petit Pégase et réparti en huit secteurs :
- Bocage mayennais et Ernée
- Mayenne
- Haut-Maine et Pail
- Coëvrons
- Meslay - Grez-en-Bouère
- Château-Gontier
- Loiron
- Cossé-le-Vivien